# Disperis
Disperis är ett släkte av orkidéer. Disperis ingår i familjen orkidéer.

## Bildgalleri

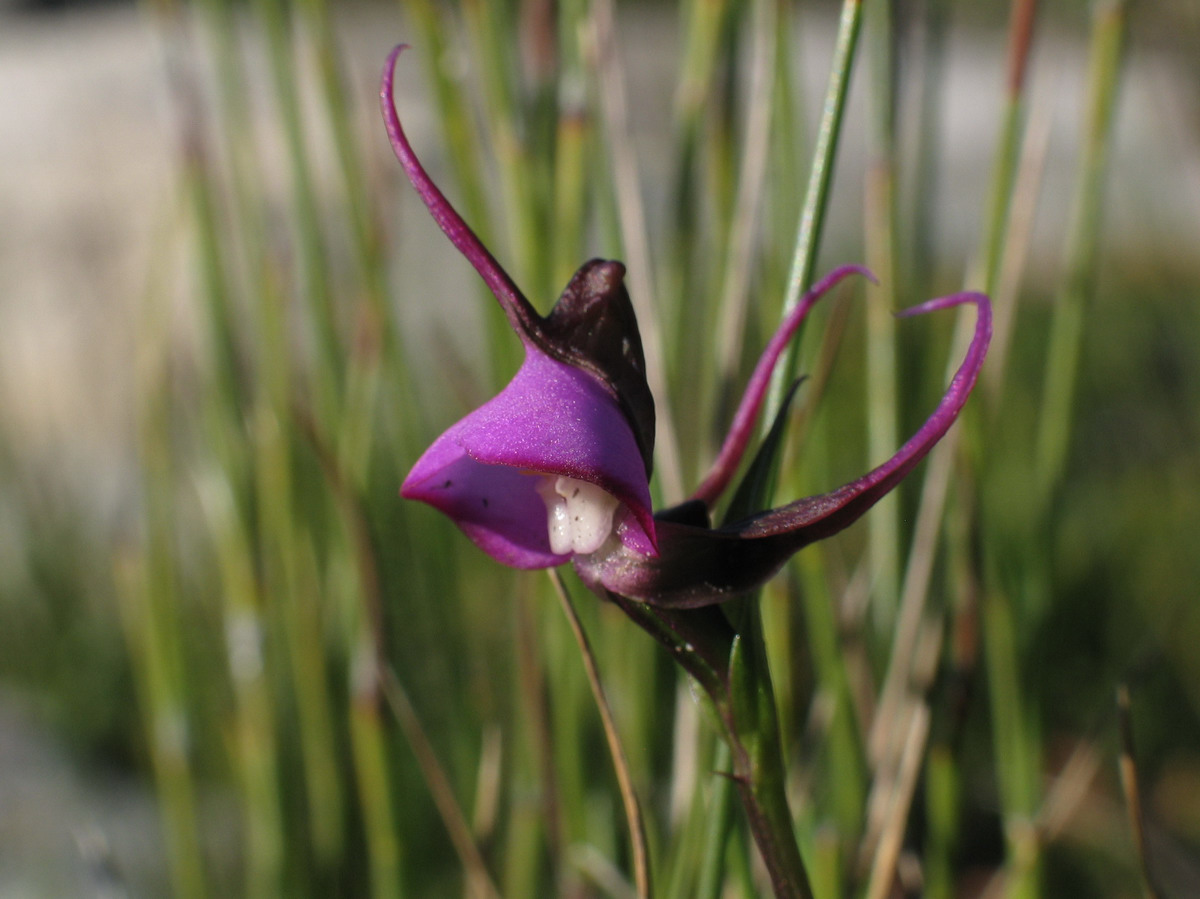

## Dottertaxa tillDisperis, i alfabetisk ordning[1]
- Disperis ankarensis
- Disperis anthoceros
- Disperis aphylla
- Disperis bathiei
- Disperis bifida
- Disperis bodkinii
- Disperis bolusiana
- Disperis bosseri
- Disperis breviloba
- Disperis capensis
- Disperis cardiophora
- Disperis ciliata
- Disperis circumflexa
- Disperis concinna
- Disperis cooperi
- Disperis cordata
- Disperis crassicaulis
- Disperis cucullata
- Disperis decipiens
- Disperis dicerochila
- Disperis discifera
- Disperis disiformis
- Disperis egregia
- Disperis elaphoceras
- Disperis erucifera
- Disperis falcatipetala
- Disperis fanniniae
- Disperis fayi
- Disperis galerita
- Disperis hildebrandtii
- Disperis humblotii
- Disperis johnstonii
- Disperis kamerunensis
- Disperis katangensis
- Disperis kerstenii
- Disperis kilimanjarica
- Disperis lanceana
- Disperis lanceolata
- Disperis latigaleata
- Disperis leuconeura
- Disperis lindleyana
- Disperis macowanii
- Disperis majungensis
- Disperis masoalensis
- Disperis meirax
- Disperis micrantha
- Disperis mildbraedii
- Disperis monophylla
- Disperis mozambicensis
- Disperis neilgherrensis
- Disperis nemorosa
- Disperis nitida
- Disperis oppositifolia
- Disperis oxyglossa
- Disperis paludosa
- Disperis parvifolia
- Disperis perrieri
- Disperis purpurata
- Disperis pusilla
- Disperis raiilabris
- Disperis reichenbachiana
- Disperis renibractea
- Disperis saxicola
- Disperis similis
- Disperis stenoplectron
- Disperis szolc-rogozinskiana
- Disperis thomensis
- Disperis thorncroftii
- Disperis togoensis
- Disperis trilineata
- Disperis tripetaloides
- Disperis tysonii
- Disperis uzungwae
- Disperis wealei
- Disperis villosa
- Disperis virginalis
- Disperis woodii